# Регенштейн (графство)
Графство Регенштейн (нем. Grafschaft Regenstein) — государство в составе Священной Римской империи, существовало с 1162 по 1559 года. Находилось в пределах современной земли Нижняя Саксония в Германии. В 1559 году вошлов состав княжества-епископство Хальберштадт

## История

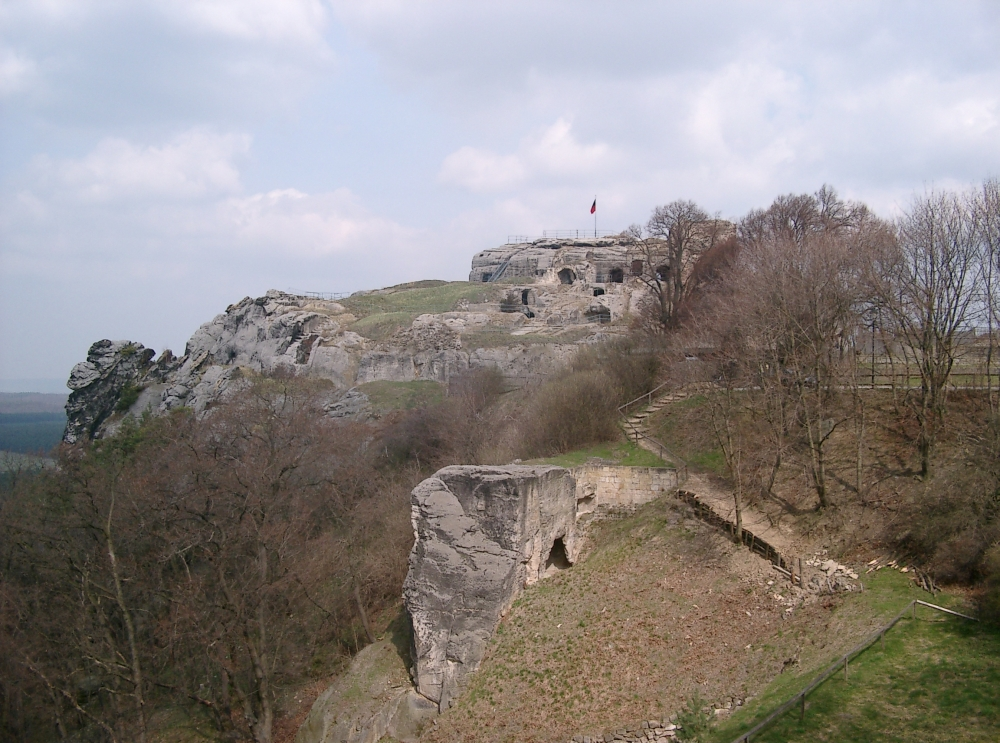
Руины замка Регенштейн.

Родоначальник семьи, граф Поппо I (ок. 1095—1161 или 1164), вероятно, был связан с рейнской династией Регинбодонидов архиепископа Майнца Зигфрида, младшую ветвь франконских Конрадинов. Его дядя Рейнхард Бланкенбургский был епископом Хальберштадта с 1107 года и предоставил ему большие поместья в вестфальском районе Гарцгау между реками Ильзе и Боде. Впервые Поппо был упомянут в акте 1128 года о служении саксонскому герцогу Лотарю и его преемникам из династии Вельфов. Его сын Конрад был первым потомком, назвавшим себя графом Регенштейн в 1162 году, в то время как его брат Зигфрид продолжал править как граф Бланкенбург.
После свержения герцога Генриха Льва в 1180 году графы Регенштейн были временно арестованы войсками императора Фридриха Барбароссы, но вскоре после этого примирились с ним. Хаймбургский замок в начале XIV в. был приобретён графами Регенштейнами. Ветвь Регенштейн-Хеймбург воссоединил поместья Регенштейн и Бланкенбург в 1343 году под властью графа Альбрехта II, который с 1330-х годов часто вступал в споры с епископством Хальберштадт и аббатством Кведлинбурга; в конце концов он был убит людьми епископа Альбрехта II. Эта история была романтизирована в балладе Готфрида Бюргера «Граф-разбойник», мелодизированной Иоганном Кирнбергером и описанной в одноимённом романе Юлиуса Вольфа.
В 15 веке графы окончательно переехали в замок Бланкенбург; крепость Регенштейн без должного ухода развалилась и осталась в руинах. Чтобы обрести большую независимость от епископов Хальберштадта, графы стали протестантами в 1539 году. Последний граф Иоганн Эрнест умер в 1599 году, после чего его владения отошли к епископству Хальберштадт. В 1648 году по итогам Вестфальского мира Регенштейн остался в составе секуляризованного княжества Хальберштадт, графство Бланкенбург в 1599 году было захвачено герцогством Брауншвейг-Вольфенбюттель.

## Графы Регенштейн
- Зигфрид (-1073),
- Генрих (-1235),
- Зигфрид II (-1251),
- Ульрих, граф egenstein-Heimburg (-1267),
- Ульрих III (1287—1322),
- Альбрехт II (1310—1349),
- Альбрехт III (1341—1365),
- Иоганн Эрнест (-1599)